# Eusyllis inflata
Eusyllis inflata är en ringmaskart som först beskrevs av Marenzeller 1879.  Eusyllis inflata ingår i släktet Eusyllis och familjen Syllidae. Inga underarter finns listade i Catalogue of Life.